# ماثورا
ماثورا هي مدينة في ولاية أتر برديش في شمال الهند. وهي تقع على بعد حوالي 50 كيلومترا (31 ميل) شمال أغرا، و 145 كيلومترا (90 ميل) جنوب شرق دلهي؛ حوالي 11 كيلومترا (6.8 ميل) من بلدة فريندافان، و 22 كيلومترا (14 ميل) من غوفاردهان. وهو المركز الإداري لمنطقة ماثورا في ولاية أتر برديش. خلال الفترة القديمة، كان ماثورا مركزا اقتصاديا، وتقع عند تقاطع طرق القوافل الهامة. ويقدر تعداد الهند لعام 2011 أن عدد سكان ماثورا يبلغ 441,894 نسمة.
كان ماثورا عاصمة المملكة سوراسينا.